# Mark J. Winter
Mark J. Winter ist ein britischer Chemiker und Hochschullehrer an der University Sheffield.

## Werdegang
Nach seinem Studium erwarb er seinen B.Sc. an der Universität Bristol und promovierte 1978 ebenda bei Selby Knox und Gordon Stone. Von 1978 bis 1980 hatte er ein NATO-SERC Postdoc-Stipendium an der University of California bei Peter Vollhardt. Im Anschluss daran erhielt er eine Stelle als Lecturer an der Universität von Sheffield, wo er sich ebenfalls habilitierte und seit 2014 einen Lehrstuhl innehat. Er ist darüber hinaus Studiendirektor an der Fakultät für Chemie. Winter ist Mitglied der Royal Society of Chemistry.

## Auszeichnungen
- Senate Award Fellow (Sustained Excellence in Learning and Teaching)
- Royal society of chemistry HE Teaching Award winner (1998)
- RSC Sir Edward Frankland Fellow (1986/1987)

## Publikationen (Auswahl)
- Diffusion cartograms for the display of periodic table data. Winter MJ, Journal of Chemical Education, 88(11), 1507–1510, (2011).
- Cyclopropanation in the reaction of [M(CO)3Tp]− [M = Mo, W; Tp = hydridotris(pyrazolyl)borato] with I(CH2)3I and the insertion of isocyanide into metal-acyl bonds", H. Adams, R.J. Cubbon, M.J. Sarsfield and M.J. Winter, J. Chem., Soc., Chem. Commun., 1999, 491–492.
- "Syntheses of neutral iron, ruthenium, and manganese half-sandwich vinylidene complexes. Crystal structure of Fe(SnPh3)(CO)(=C=CHPh)(η-C5H5)", H. Adams, S.G. Broughton, C. Sumner, S.J. Walters, and M.J. Winter, J. Chem., Soc., Chem. Commun., 1999, 1231–1232.
- "Methyl to alkylidene migration within trans WMe(=CHPh)(CO)2(η-C5H5)", J. E Muir, A. Haynes, and M.J. Winter, J. Chem., Soc., Chem. Commun., 1996, 1765–1766.
- "Syntheses of acyloxy carbene complexes M(SnPh3)(CO)n{=C(OCOR)Ph}(η-C5H5) (M = Mo, W, n = 2, R = Me; M = Fe, Ru, n = 1, R = Me, Ph, But) and X-ray crystal structures of Fe(SnPh3)(CO){=C(OCOR)Ph}(η-C5H5) (R = Me, Ph)", H. Adams, C.A. Maloney, J.E. Muir, S.J. Walters and M.J. Winter, J. Chem., Soc., Chem. Commun., 1995, 1511–1512.
- "Chemical Applications of the World-Wide-Web System", H.S. Rzepa, B. Whitaker, and M.J. Winter, J. Chem. Soc., Chem. Commun., 1994, 1907–1910.